# Saison cyclonique 1941 dans l'océan Atlantique nord
La saison cyclonique 1941 dans l'océan Atlantique désigne la période s'étendant du 16 juin au 1er novembre 1941, qui marque la saison cyclonique dans l'océan Atlantique. Lors de cette saison, six cyclones tropicaux se sont produits et 4 sont devenus des ouragans, dont 3 majeurs. La saison active a débuté de manière anormalement tardive. Ainsi, le premier système s'est formé le 11 septembre, près de trois mois après le début officiel de la saison. Les six cyclones se sont conséquemment produits sur une courte période. Le 23 septembre, trois ouragans occupaient simultanément l'océan Atlantique.
Les premiers et derniers systèmes étaient de faible envergure, alors que le deuxième, le quatrième et le cinquième étaient particulièrement puissants. Deux d'entre eux ont frappé les États-Unis : l'ouragan du Texas de 1941 (en) a frappé le Texas et la Louisiane et l'ouragan de Floride de 1941, la Floride. Le quatrième ouragan a traversé les Caraïbes avant de toucher la frontière Nicaragua–Honduras, tuant au moins 47 personnes. Au total, les différents systèmes ont fait 63 victimes et des dommages de 10 millions $US (1941) .

## Cyclones tropicaux

### Tempête tropicale #1
Le premier système tropical de la saison 1941 s'est formé dans le golfe du Mexique le 11 septembre. Seulement deux saisons entre 1887 et 1941 ont débuté à une date aussi tardive. Il s'est déplacé lentement vers l'ouest durant quelques jours, atteignant le niveau de tempête tropicale et des vents soutenus de 75 km/h. Avant de toucher la côte, entre Galveston et Port Arthur au Texas, elle était déjà redevenue une dépression tropicale. Les dommages causés furent mineurs et le 16 septembre, la dépression est devenue extratropicale avant de se dissiper.

### Ouragan #2
À peine une journée après la fin de première tempête de la saison, une dépression tropicale s'est formée le 17 septembre dans le centre du golfe du Mexique à environ 190 km au nord de la péninsule du Yucatán. Se dirigeant vers le nord, elle est devenue une tempête tropicale le 18 septembre à 480 km au sud-sud-est de La Nouvelle-Orléans. Durant les trois jours suivants, cette dernière s'est intensifié tout en effectuant une trajectoire en boucle dans le sens des aiguilles d'une montre, d'abord vers le sud-sud-est, puis l'ouest. Le 21 septembre, elle est devenue un ouragan de catégorie 1 et tourna vers le nord-ouest vers la côte du Texas. Le 23 septembre, l'ouragan a atteint son maximum, catégorie 3, avec des vents soutenus 201 km/h. Vers 22 h UTC, il toucha la côte près de Bay City (Texas), la pression centrale fut estimée à 942 hPa.
Par la suite, l'ouragan a tourné vers le nord-est, passant juste à l'est de Houston, et s'est mis à accélérer en pénétrant dans les terres. Il a graduellement perdu de la force et est devenu extratropical le 25 septembre. Le dernier bulletin émis pour les restes de la tempête date du 27 septembre à 0 h UTC, alors qu'elle passait sur le nord-est du Québec (Canada), sur le parc national des Monts-Torngat,.
Des alertes cycloniques ont été émises en préparation de l'arrivée de l'ouragan et environ 25 000 personnes ont été évacuées. Les autorités ont mis aussi en branle un plan d'urgence à cet effet. Les vents le long de la côte du ont atteint 160 km/h et l'onde de tempête a donné une surcote importante,. Les dommages à la propriété ont été estimés à 2 millions $US (de 1941) et ceux aux récoltes de 5 millions $US (principalement aux plantations de coton et de riz). Quatre personnes ont également perdu la vie.
L'ouragan est survenu une semaine avant la date prévue de manœuvres militaires importantes en Louisiane, visant à évaluer l'état des forces armées quelques mois avant l'entrée dans la Seconde Guerre mondiale des États-Unis. La pluie torrentielle de l'ouragan a causé des inondations et la hausse du niveau des rivières. Plusieurs véhicules militaires ont été ainsi pris dans la boue. Des centaines d'avions militaires ont également dû être déplacé à l'intérieur des terres pour leur protection.

### Ouragan #3
Tôt le 18 septembre, des rapports de gros vents parviennent du US Weather Bureau depuis la côte est de la Floride. Un centre dépressionnaire est également repéré à 240 km au large. Le bureau estime à partir de ces données qu'une tempête tropicale sévit au large et commence à la suivre. Le cyclone s'intensifie en se dirigeant brièvement vers le nord-est, puis tourne abruptement vers l'est. Il devient un ouragan de catégorie 1 le 19 septembre et effectue une boucle complète dans le sens horaire le jour suivant.
Par la suite, l'ouragan se dirige vers la côte de la Caroline du Nord, mais sa trajectoire s'incurve une nouvelle fois vers le large tard le 22 septembre. Le système redescend au niveau de tempête tropicale en passant sur des eaux plus froides et se dissipe le 25 septembre au sud de la Nouvelle-Écosse. Il n'a eu que peu d'effet sur les côtes, mais a perturbé le trafic maritime dans la région. Un navire en route de Curaçao à New York a eu la malchance de croiser son chemin deux fois, signalant des vents de force 8 dans l'échelle de Beaufort à chaque fois (vents de 62 à 74 km/h).

### Ouragan #4
Le 23 septembre, une zone d'orages désorganisés est apparue à environ 120 km au nord-ouest de la Barbade. Lors d'une réanalyse des données, les services météorologiques ont estimé qu'elle est devenue une tempête tropicale peu après. Se déplaçant vers l'ouest, elle est passée juste au sud de Sainte-Lucie avant d'atteindre la mer des Caraïbes. Le 25 septembre, le système est passé au niveau d'ouragan.
Poursuivant son intensification, l'ouragan s'est dirigé vers l'ouest et a atteint la catégorie 4, le second ouragan majeur de la saison. Le 27 septembre, le cyclone était situé près de Cabo Gracias a Dios, Honduras, et a accéléré en passant sur la partie la plus au nord du pays. Malgré la friction du terrain montagneux, l'ouragan a maintenu son intensité. Il est ensuite passé brièvement sur golfe du Honduras avant d'entrer sur le Belize avec des vents soufflant à 137 km/h. Un bateau sur un lac a enregistré une pression de 957 hPa au passage de l’œil, mais les services météorologiques estiment que la pression a pu être bien inférieure. L'ouragan retombe au niveau de tempête tropicale le 29 septembre. En revenant sur l'eau dans la baie de Campêche, cette dernière n'est plus qu'une dépression tropicale, qui s'est dissipé le 30 septembre.
Selon les rapports, 47 personnes se sont noyés en mer au passage de l'ouragan. Le SS Ethel Sakel a envoyé un SOS le 25 septembre à 200 km au nord d'Aruba, puis a coulé, faisant 20 morts sur les 33 membres d'équipage. Deux autres navires ont envoyé des messages de détresse, l'un chavirant avec tout son équipage. Les dommages sur la terre ferme ont été énormes et 3 personnes se sont noyés à Cabo Gracias a Dios, ville qui a été largement détruite. Les inondations côtières, dues à l'onde de tempête, ont causé des dégâts sur une longue étendue. Au Belize, la forêt a été grandement affectée. Ainsi, 10 % des pins de la région de Merinda ont été cassés par les vents.

### Ouragan #5
La tempête a été observée pour la première au nord des îles Vierges, le 3 octobre. Elle a poursuivi son trajet vers l'ouest à travers les Bahamas, atteignant des vitesses de 190 km/h. Mis au nord-est, il a traversé la Géorgie et la Caroline du Sud avant d'entrer dans l'océan Atlantique le 8 octobre.
En prévision de la tempête, les préparatifs ont été considérables ; de nombreux résidents ont barricadé maisons et entreprises, alors que les évacuations ont été recommandées dans certaines zones côtières. Dans les Bahamas, où les vents ont atteint 167 km/h, la tempête a tué trois personnes. La ville de Nassau a également été frappée. En Floride, la tempête a tué plusieurs personnes et fait des dommages importants. De forts vents ont brisé des arbres et des lignes électriques et des précipitations tout à fait inhabituelles ont été enregistrées. Dans la région des Everglades, une onde de tempête a inondé les rues locales. Comme la tempête avançait vers le nord, la ville de Tallahassee a subi des pannes d'électricité généralisées et des dommages collatéraux à de nombreux véhicules. Tout au long de l'état, l'ouragan a causé 0,675 millions $US de dommages et a plus tard tué une personne en Géorgie.

### Tempête tropicale #6
Une tempête tropicale s'est formée le 15 octobre et est passée au sud des Bahamas. Elle a traversé ensuite le détroit de Floride et a atteint son intensité maximale le 20 octobre, avec des vents de 85 km/h, en passant dans le golfe du Mexique. Courbant vers le nord-est, elle a touché Cedar Key (Floride), puis est entrée sur la Floride proprement dite. La tempête s'est pratiquement arrêtée d'avancer et la friction l'a diminuée au stade de dépression tropicale le 21 octobre. Elle s'est dissipée le lendemain.
La faible progression du système sur la Floride lui a permis de laisser des pluies abondantes, atteignant localement 250 to 380 mm en accumulation. On a signalé des dommages par inondation ainsi que des coups de vent. Un jeune enfant est mort et ses parents ont été blessés dans la destruction d'une maison qui est possiblement dû au passage d'une tornade.